# 孫権
孫 権（そん けん）は三国時代の武将、呉の初代皇帝。字は仲謀（ちゅうぼう）。

## 生涯

### 家系について
孫氏は春秋時代の兵法家であった孫武の末裔である。また陳寿は『三国志』の本文では父の孫堅は孫武の子孫と伝えられている。

### 幼年・少年期

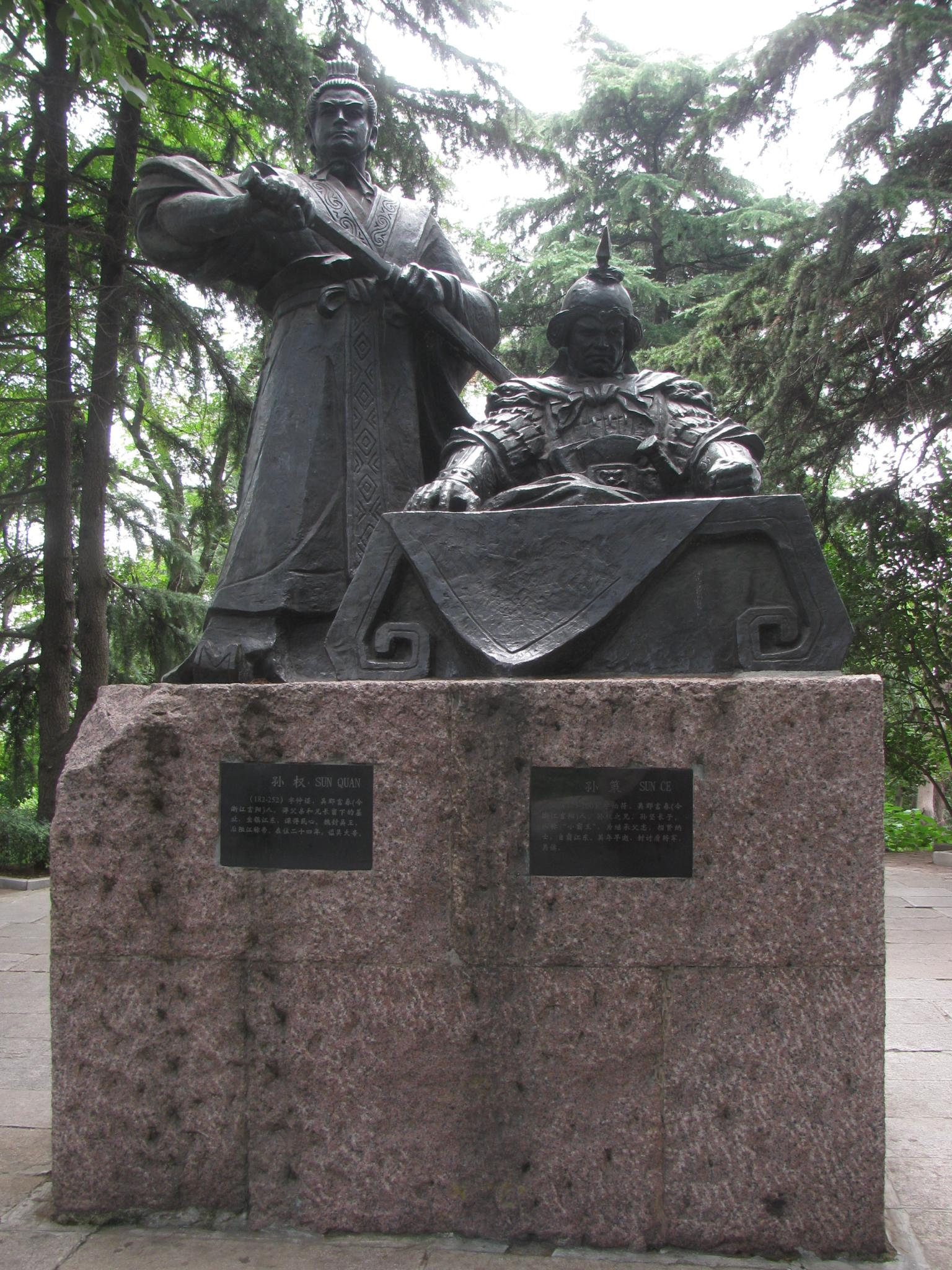
孫権と兄の孫策の像。左が孫権（武漢市）

光和5年（182年）、孫堅が下邳県丞であった時、五男三女の第四子（次男）として生まれた。
光和7年（184年）、太平道の張角によって勃発した宗教的な反乱である黄巾の乱の鎮圧のため、孫堅は漢王朝の中郎将であった朱儁の下で参戦、孫権と母の呉氏や兄弟たちを九江郡寿春県に残した。中平6年（189年）、一家は廬江郡舒県の周瑜屋敷に移住した。
初平2年（191年）、孫堅が黄祖の部下に射殺された（襄陽の戦い）後、兄の孫策とともに亡父の主君である袁術の下に移された。
初平4年（193年）、孫策は正式に袁術の旗下に入った際、呂範を遣わして家族を曲阿に住む呉景の元へ送り届けた。翌年、孫策は袁術のために廬江太守の陸康を攻めた。揚州の刺史劉繇は袁術と孫策を恐れて対立の構えを取って、呉景が丹陽郡を追われた。この時、孫策の家族はことごとく劉繇の地盤に在ったため、朱治は人を曲阿に使わして呉氏および孫権と弟たちを引き連れて脱出し、これを保護した。母と共に歴陽や後の阜陵に移住した。興平2年（195年）、孫策が劉繇軍を破った後、孫策は曲阿に入って、部将の陳宝を阜陵に派遣して一族を迎えた。
建安元年（196年）、15歳にして出仕し、陽羡県令に任じられた。孫策から可愛がられており、士人の人望も厚かった。孫堅が亡くなったばかりのころおよび、孫策が江東で自立する時代に、常に孫策に随従した。また計略や謀議があるたびに参画した。孫策は賓客たちとの宴会の時、孫権を顧み「この諸君があなたの将である」と言ったという逸話がある。建安4年（199年）、孫策の廬江太守劉勲の征伐に従って劉勲を破ると、進んで沙羡に黄祖を討った（孫策の江東平定）。その時、行奉義校尉に任ぜられる。
建安5年（200年）初、漢王朝に対し臣従した孫策と曹操が同盟を結んだことがあったため、孫権と弟の孫翊が司空である曹操に招聘されたことがある。先遣として徐州広陵郡を攻め、陳登を苦しめた。孫策が襲われて瀕死だったので、軍の帰還中に広陵太守の陳登に敗れた。

### 守成・拡張
建安5年（200年）春、19歳で孫策の遺命を受けて家督を継いだ。朝廷から討虜将軍・会稽太守の官位を得ていた。張昭に師傅の礼を執り、父や兄から引き継いだ家臣の周瑜・朱治・程普・呂範らをまとめあげると積極的な人材登用を行い、周瑜から皇帝としての資質を認められ、魯粛を薦められた。その後も陸遜・諸葛瑾・歩騭・顧雍・是儀・厳畯・呂岱・徐盛・朱桓・駱統らを登用した。
家督を継いだ当初は、会稽・呉・丹陽・豫章・廬江・廬陵の江東六郡を領有するが、五郡（廬江・会稽・廬陵・丹陽・豫章）が反旗を翻すと、多くの人々が江東から逃げ出して中原に逃げた。従兄の孫輔は、曹操との内通があったことが発覚したため幽閉され、弟の孫翊や孫堅の代からの臣である孫河が部下に殺害され、従兄の孫暠が反乱を企てたことなど、種々の困難に見舞われた。また、廬江太守の李術は曹操を頼って反乱を起こした。揚州刺史厳象を殺し、江東からの逃亡者を多く受け入れた。廬江郡の梅乾・雷緒・陳蘭らも李術に同調し、手勢数万人を集めて長江・淮水流域の郡県を破壊した。孫権が逃亡者返還を求めると、李術はこれを拒絶した。それに怒った孫権は、先に李術の非を曹操に説いた上で、自ら徐琨・孫河を率いて皖城を包囲した。李術は皖城に篭って曹操に助けを求めたものの、曹操の援軍は来ず、食糧が底を突き落城した。孫権は、李術を討ち取り、皖城の兵・民衆3万人を得た。さらに、程普を率いて三郡で服さぬ者と連戦しこれを平定した。山越が孫権に対して反乱を起こしたため、軍隊を諸将に分けて山越を鎮撫し、命令に従わぬ者を討伐させた。孫権は、裏切り者たちを一掃し江東各地を平定した。巧みな内政手腕を発揮して領土を安定させ、江東を治めた。
建安8年（203年）、孫権は自ら指揮を執って江夏を討伐し、父の仇である黄祖の軍を打ち破ったが、黄祖は城に逃げ込んでこれを固守した。しかしこの時、山越が背後で反乱が起こったため孫権は撤退した。孫権は豫章に戻り、呂範に命じてに鄱陽を平定させ、程普に楽安を討たせた。建安・漢興・南平の不服従民が再び背き、賀斉に命じて鎮圧させた。反乱の頭目は悉く捕虜となり、討ち取った首は6千にもなったという。のち黄祖の元部下甘寧が降伏してきたためこれを受け入れた。腹心の顧徽を曹操へ使者として派遣し、朝廷の内情を調査した。その後、広陵郡に侵攻し、これを占領した。
建安11年（206年）、孫権は周瑜・孫瑜・凌統を率いて、山越の麻屯・保屯を討伐し、1万余の捕虜を得た。
建安13年（208年）、孫権が再び江夏に自ら軍の指揮を執り討伐し、黄祖を討ち取り江夏郡の南部を落とした。
同年の末、曹操が大軍を率いて南下すると、孫氏軍閥は抗戦か降伏かの決断を迫られた。「近ごろ罪状を数えたてて罪人を討伐せんとし、軍旗が南に向かったところ、劉琮はなんら抵抗もせず降伏した。今度は水軍80万の軍勢を整えて、将軍（あなた）とお会いして呉の地で狩猟をいたそうと思う。」孫権はこの手紙を受け取ると群臣たちに示したが、震え上がり顔色を変えぬ者はなかった。孫権は魯粛の進言を聞き入れ、荊州の動向を探るため、劉表の弔問使者として魯粛を派遣した。劉琮が曹操に降伏し、劉備は長坂の戦いに敗れ夏口に駐屯していた劉琦と合流した。後に曹操の追撃により劉備は劉琦と共に孫権領の江南に逃げ込んだが、魯粛と面会し劉備に同盟を説いた。劉備は諸葛亮を派遣して魯粛と共に孫権に面会させた。当時、孫権の臣下は降伏派（張昭・秦松など）が多勢を占める中、孫権は抗戦派であり、降伏派に失望していたことを打ち明け、後に周瑜が群臣に両軍情勢を分析したため、周瑜・魯粛等と共に開戦を決断した。孫権は剣を抜くと前に置かれた上奏文を載せるための案（机）を斬りつけて、「お前達の中にこれ以上降伏すべしと申す者がおれば、この案と同じ運命になると思え」と言った。孫権は夜のうちに周瑜に「5万の精兵はすぐには集めるのは難しい。しかしすでに3万人を選び、艦船、武器、物資も揃っている。お前はもし勝てると判断したならば曹操と決戦せよ。もしお前が負けたなら、私の所へ退却せよ。私が自ら曹操と勝負を決めよう」と言った。周瑜・程普に2万の軍勢の指揮権を与え、魯粛を賛軍校尉に任命してこれを補佐させた。また孫権は自ら1万の軍勢を率いて周瑜等に加勢し、賀斉・蔣欽を派遣って後方の山越反乱を平定させた。かくして孫権軍は劉備と合流し、曹操と戦う事となった。江南の気候や地勢に不慣れな曹操軍は疫病に苦しめられていたこともあって、周瑜らは赤壁の戦いで、黄蓋の火攻めにより曹操の水軍を大いに破った。部下達などと共に周瑜に従って赤壁、烏林と連戦した。赤壁の戦いの後に、孫権は周瑜を連動して合肥に包囲すると、孫劉連合軍は荊州の大部分を奪った。張紘の忠告を聞き入れて、攻略を諦めて撤退した。
戦後、孫権は南・武陵・長沙・桂陽・零陵の荊州南部の五郡を領有することとなった。劉備は公安でも士民を養うのに足りないと考え、京口に赴いていたとき、直接孫権のところに荊州の数郡を借りることを頼み込みに行った。また、妹を劉備の継室として嫁がせ、周瑜・甘寧らが孫権に蜀を取ることを勧め兵を送ったが、孫権は劉備に共同して益州を獲ろうと申し出てきたが、劉備は、自分自身が蜀を占拠しようと秘かに考えたためこれを断った。孫権はこれを聞かず、周瑜の計画による蜀へ進攻したが、その遠征の途上に周瑜は巴丘にて急逝した。周瑜が早世した後に魯粛が継ぎ、程普は南郡太守となったが、江陵に軍を置いた。孫権は長沙を分割して漢昌郡を置き、魯粛をその太守とした上で、陸口に駐屯地を移した。劉備と協調して曹操に対抗すべきだという魯粛の提案により、孫権は荊州を分割して劉備に数郡を貸し与え、劉備を上表して荊州牧に立て、劉備の上奏で徐州牧・行車騎将軍に就任した。その後、孫瑜が益州に入ろうとしたが、劉備に止められた。劉備は孫瑜に「お前が蜀を取るつもりならば、私は髪を振り乱して山へ入り、天下に信義を失わないようにするぞ」と言った。
建安15年（210年）、歩騭を交州へ交州刺史として派遣した。翌年にかけて歩騭は蒼梧太守呉巨が異心を抱くのを見し、表面的には友好的な接し方をした上で、会見の場で呉巨を斬り、交阯の士燮一族もその威を恐れて服属を誓った。歩騭は水軍を率いて交州各地を攻撃し、全て攻め落とした。交州の南海・鬱林・交阯・日南・珠崖・儋耳・蒼梧・九真・合浦の九郡を領有した。同年、張紘の進言により遷都が実施された。

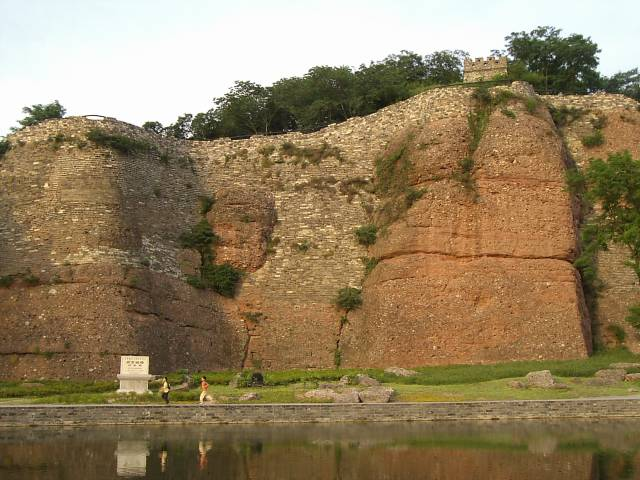
石頭城遺跡

建安17年（212年）、曹操が濡須に進軍したとして、孫権は劉備に救援を求めた。翌年にかけて曹操は40余万の軍勢の指揮を執って濡須を攻撃した。劉備が約束を破り益州に侵攻したので、救援を得なかった孫権は、自ら7万の軍勢を率いて曹操を迎撃した。曹操は水軍を率いて中洲への進軍しようとしたが、孫権に包囲されて敗走した。曹操との濡須での戦いで、敵3000余を捕虜にし、曹操軍で戦没・溺死した者も数千人に及んだ。その後も、孫権がしばしば戦いを挑んだが、曹操は堅く守って出て来なかった。そこで孫権は自ら軽船に乗って曹操の軍営へ強行侵入したり、魏軍の諸将らが迎撃しようとしたところ、曹操が「これはきっと孫権が自ら我が部隊を見ようとしたものだ」とし、軍中は厳戒し、弓をみだりに撃たせなかった。孫権は行くこと五・六里で回頭し、鼓吹して帰還した。曹操は孫権の布陣に少しの乱れも無いことに感嘆し、「息子を持つなら、まさに孫権のような息子がいい」（生子当如孫仲謀）と周囲に語ったという。孫権が曹操への札簡で説くには「春はまさに水が生ず。君は宜しく速やかに去るべし」。別の紙で皮肉言うには、「足下が死なねばわしは安んずることができぬ」。曹操が諸将に語るには「孫権はわしを欺かぬ」かくして軍を徹収して帰還した（濡須口の戦い）。戦いの後、曹操は部下の意見に従わず領内の人々を移住させようとしたが、淮水・長江付近に住む十数万の人々は孫権領に逃げ込んでしまった。
建安19年（214年）5月、呂蒙・甘寧とともに曹操領の皖城を攻撃し、朝のうちには皖城を攻め落し、廬江太守の朱光と数万人の男女を捕虜にした。この時、曹操の援軍として張遼が夾石まで来ていたが、落城の知らせを聞き退却した。
建安19年-20年間（214年-215年間）、曹操が10余万の軍勢の指揮を執り濡須一帯を侵攻したが戦果なく、甘寧に命じて曹操の軍営へ夜襲をかけ、100人で曹操軍を撃退した。後に劉備が益州刺史の劉璋を攻めて益州を領有すると、孫権は荊州の長沙・桂陽・零陵の3郡の返還を要求した。しかし、劉備は涼州を手に入れてから荊州の返還を行おうとこれを先延ばした。涼州は益州の遥か北であり、当時で益州と涼州の間であと漢中があると、劉備がこれを奪うことはその時点で不可能に近く、返すつもりが無いと言ったも同然であった。孫権は諸軍節度（総指揮）として軍の指揮を執り陸口に駐屯した。3郡を支配するため役人を送り込んだが追い返されたので、魯粛を巴丘に派遣して関羽を対抗し、一方呂蒙らの軍勢を派遣して長沙・桂陽・零陵を奪還した。劉備も大軍を送り込み全面戦争に発展しそうになったが、曹操が漢中に侵攻したので、劉備は益州を失うことを恐れて、孫権へ和解を申し入れてきた。孫権と劉備はかくて湘水を境界線として割き、江夏・長沙・桂陽は東側となり、南郡・武陵・零陵は西側となった。
同年、合肥城を攻めたが、疫病によるこれを降せず帰還した。凌統・甘寧等とともに殿軍として大軍を守り、大軍を無事に退却させた。途上にいたところを張遼の奇襲にあい、寡兵で部下らとともに勇猛に戦った。孫権は、弓で敵の追撃を切り抜け、魏軍に破壊された橋を騎術で飛び越えて退却した。
建安21年（216年）、長沙郡の呉碭と袁龍も関羽に呼応して好機を通じ再び反乱を起こし、魯粛と呂岱に命じて平定させた。曹操は自ら10万大軍を率い侵攻してきた、曹操の濡須攻撃に先立ち、山越が曹操に呼応して挙兵したが、賀斉と陸遜に命じて平定させた。不服従民の首領を討ち取り精兵数万人を得、これらを孫権軍に加える。建安22年（217年）、孫権は自ら水軍を率いて曹操を退け、呂蒙と蔣欽を全軍指揮に任命して曹操を防がせた（濡須口の戦い）。曹操は濡須塢を攻め落れず、逆に孫権の部将らが曹操を撃ち破って敗走させた。防備を厳重にしていたため、最終的には孫権はこの戦いに勝利し曹操を首都帰還へと追い込んでいる。戦いの後、孫権は政策転換をはかり、謀略で使者を派遣して漢王朝への偽りの臣従を申し出て、曹操を利用して休戦が行われた。209年-217年間、孫権は四度も巣湖濡須で曹操の侵攻を食い止めることに成功した。
建安23年（218年）、孫権は曹操に帝位に就く事を勧めた。この手紙を見た曹操は「この小僧め。跪いてみせながらわしを囲炉裏の炭の上に据えようというのか」と言った。
建安24年（219年）、孫権は息子と関羽の娘との婚姻を申し入れたが、関羽はこれを断り使者を辱めていた、また城を攻め落れず、長沙郡と零陵郡の境にある湘関の米を強奪したこともあった。孫権は怒り、漢王朝に関羽を自ら討ちたいと申し出た。献帝の許しを得て、荊州に進軍している。呂蒙を先鋒として内応していた士仁、糜芳を降伏させた。関羽は益州に逃れようとしたが、孫権は元の荊州を全数が奪還わせ、関羽は当陽まで引き返したのち、西の麦城に篭った。孫権は降伏を誘う使者が派遣すると、関羽は偽って降るふりをして逃走しようとした。孫権は潘璋・朱然を派遣して関羽の退路を遮断し、退路を失った関羽を捕らえこれを斬った。その首は、使者によって曹操の下へ送られ、孫権は諸侯の礼をもって当陽に関羽の死体を葬った。孫権が、献帝の承認により荊州南部の領有を確実にした。

### 三国鼎立

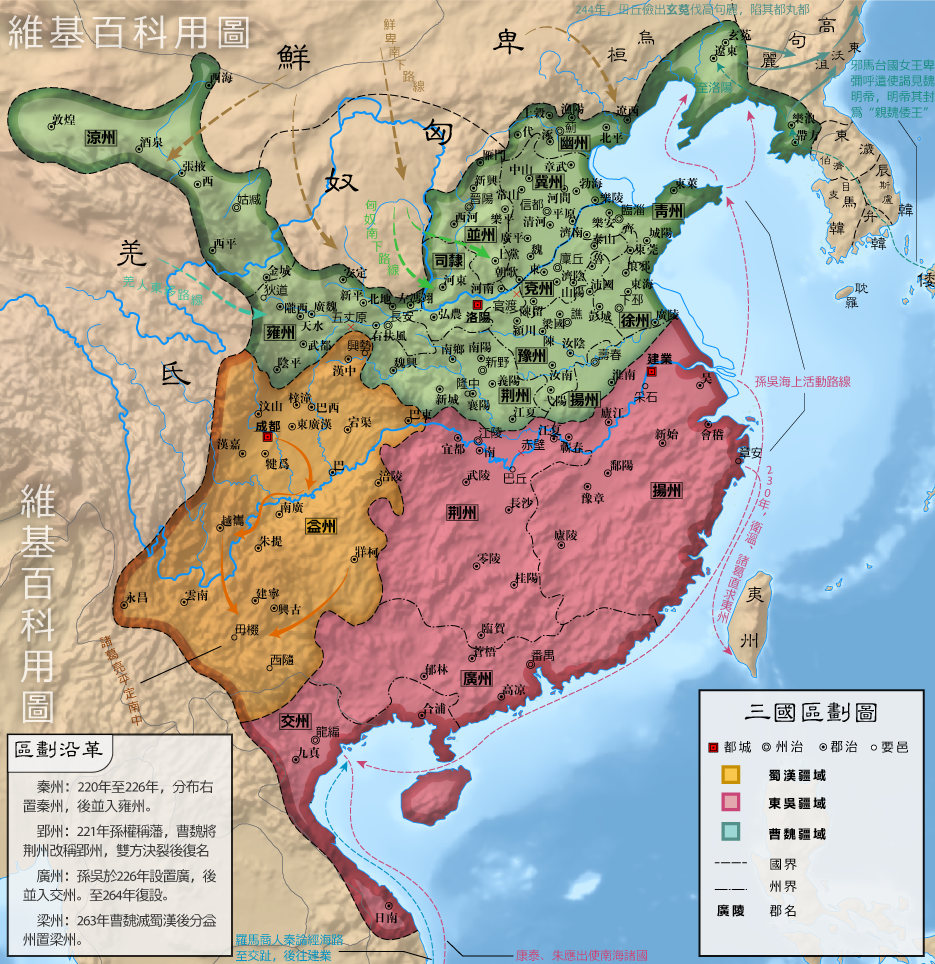
呉の地図（右下）

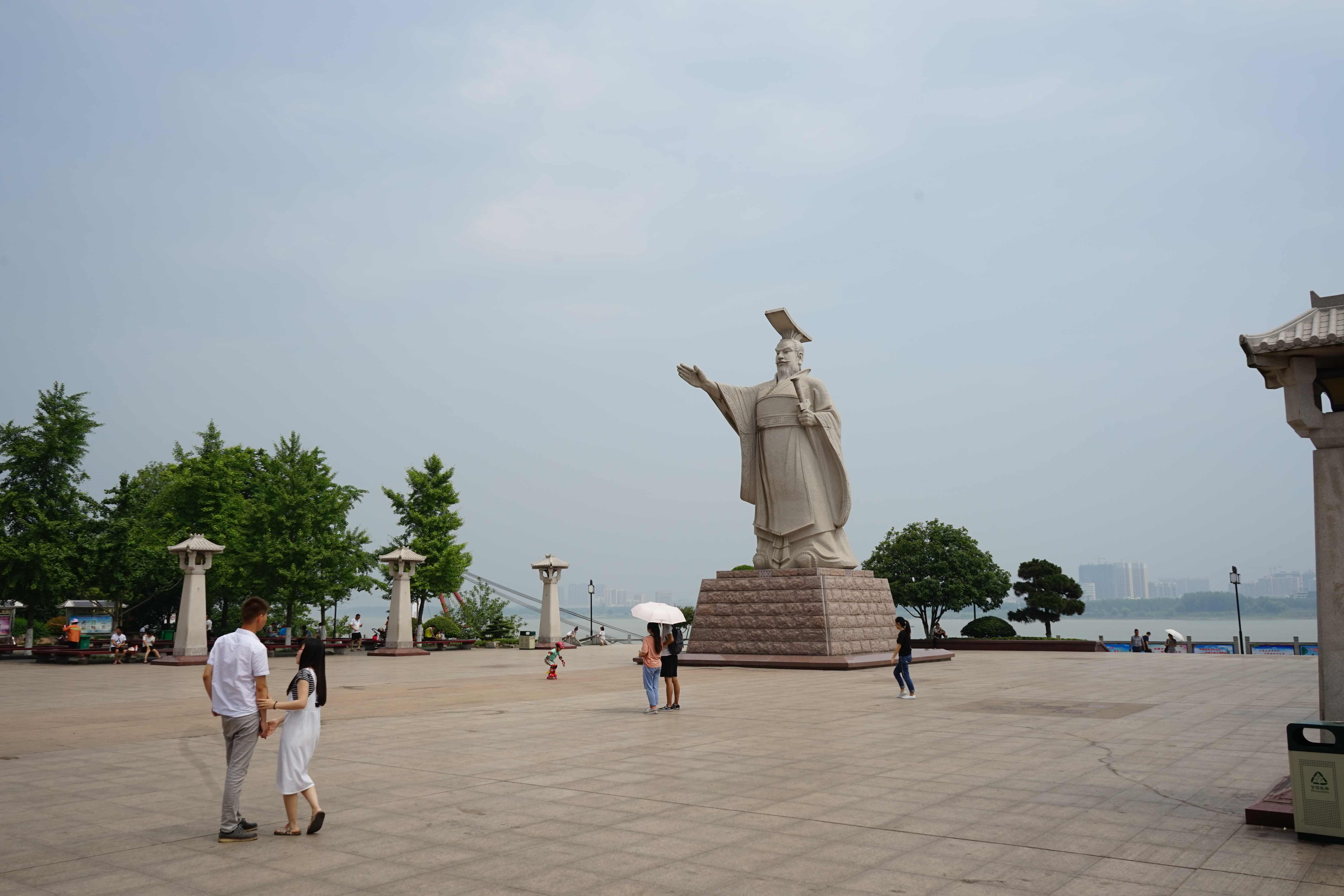
孫権の像（鄂州市）

荊州の奪還によって劉備と敵対した孫権は、死去した曹操の後を継いだ曹丕に接近した。また、陳化・馮熙・沈珩らを使者として派遣し、魏との安定した関係を築いた。献帝から禅譲を受けて魏を建国した曹丕の皇帝位を承認し、諸侯の礼をとって呉王に封ぜられた。呉の群臣が議論し、孫権は上将軍・九州伯（九州諸侯の覇者）を称すのが相応しく、魏の封王は受けるべきではないと考えた。孫権は「九州伯とは古において聞いたことがない。昔、沛公（漢の高祖・劉邦）が楚の項羽の封を受けて漢王になったのも時宜であろう。それが天下統一に対し、何の障害になったであろう」と言った。
趙咨を曹丕へ使者として派遣し、魏の内情を調査した。趙咨が呉に還ってから孫権に魏が盟約を守らないだろうから独立して漢を継ぎ新たな元号を定めるよう進言した。
魏を利用して北方の安全を確保した孫権は、建安27年（222年）、荊州奪還のために東進してきた劉備が自ら指揮を執る蜀漢軍を夷陵の戦いで打ち破り、武陵の蛮族も劉備に呼応して反乱したが、歩騭に命じて平定させた。ところでこの時魏は呉への援軍を名目に軍の南下を開始させていた。徐盛・潘璋・宋謙らは白帝城に逃げ延びた劉備を討つための追撃の許可して欲しいと願い出た。陸遜・朱然・駱統らは魏の曹丕の動向が不審だとして慎重論を唱えた。孫権は同じ考え方であり、その意見を同意した。それからほどなく、魏がはたして軍を進めてきた。孫権は劉備から和解の手紙を受け取り、その中で劉備が前のことに関して深く反省し謝罪したため、孫権はこれに同意し、使者の鄭泉に劉備への返事を頼んだ。劉備はこれに宗瑋・費禕らを何度も派遣して答礼させた。捨てられた曹丕は、大いに怒って親征しようとした。また、趙咨の意見を採用し、黄武という独自の元号を使い始め、魏との表向きの同盟を破棄した。
黄武元年（222年）から黄武2年（223年）にかけて、曹丕は曹休に張遼・臧覇・賈逵ら26軍余りの総指揮を命じて洞口に出撃させ、曹仁・蔣済らに命じて濡須に出撃させ、曹真・夏侯尚らに命じて江陵を包囲させた。これに対して孫権は後方で全体指揮を執って呂範を派遣し、徐盛・孫韶・全琮・賀斉ら五軍を監督して洞口で曹休らを拒ませた。また、孫盛・諸葛瑾・潘璋・楊粲らに江陵を救援させ、朱桓らが濡須督として曹仁を拒んだ。呉は三方向から魏に攻められ、呉軍が曹仁・曹休・張遼・臧覇などを撃ち破り、勝利を収めた。包囲は半年に及び、曹真・夏侯尚・辛毗・張郃・徐晃・満寵・文聘らは朱然を降せず、魏軍は戦死者が多く、総退却した。魏軍が退却するのを見た呉軍は、水陸二方面から出て挟撃した。同年4月、呉の群臣が帝位に即く事を勧めたが、孫権はこれを拒絶した。
6月、三方面の戦いで魏軍に勝利するなど反攻に転じたが、魏を賀斉に討伐させた。賀斉は胡綜・糜芳・鮮于丹を率いて魏領を落とし、叛乱を起こした晋宗を生け捕り、蘄春郡を占領した。劉備が崩御すると、益州豪族の雍闓などは牂牁一帯・南中豪族などと共に蜀漢に対して反乱を起こし、孫権に服属していた交州の士燮を通じ呉への帰服を申し出てた。諸葛亮は鄧芝を派遣して孫権との友好関係を整えさせ、蜀漢と再び同盟した。
黄武3年（224年）、曹丕は広陵を攻めてきたが、徐盛が長江沿岸に蜿蜒と百里偽城を築いていたため、10余万の魏軍はこれに驚いた。大波により船団が呉領に流されたため、大きな被害を受けると退却した。
黄武4年（225年）、魏が広陵を再び攻めてきたが、10余万の魏軍に孫韶が500人で夜襲をしかけ、魏軍を撃退した。同年12月、鄱陽で山越の彭綺が反乱を起こし、将軍を名乗り周辺の諸県を攻め落とすと一味に加わる者が数万人に上った。
黄武5年（226年）、孫権は呂岱を派遣して士徽の反乱を平定し、交州の支配を強化した。同年、孫権・孫奐・鮮于丹は江夏を攻め、諸葛瑾は襄陽を攻めた。諸葛瑾は司馬懿らに敗れ、孫権は江夏郡の石陽城を落とすことができずに撤退した。一方で孫奐は鮮于丹に魏軍の淮水退路を断たせ、自らも呉碩・張梁の兵を指揮して先鋒となり、江夏郡の高城を攻め落として敵将三名を捕らえた。
黄武6年（227年）、周魴を鄱陽太守に任して、胡綜と協力しその討伐にあたった。周魴は彭綺の身柄を拘束し、武昌に送った。
黄武7年（228年）、周魴に命じて魏への偽りの降伏を申し出て、魏の曹休を石亭に誘い出した。曹叡は司馬懿らに命じて江陵を包囲させ、賈逵・満寵らに命じて東関に出撃させた。陸遜は朱桓・全琮を率いて曹休と戦い大勝し、魏軍を大破した（石亭の戦い）。その後の宴会では陸遜と共に踊った話が披露され、その時着ていた白いモモンガの毛皮で作った衣服を脱いで下賜した。一方で司馬懿・張郃は江陵を攻め落れず撤退した。同年、曹叡は東関に賈逵・満寵らを命じて再び攻めてきたが、攻め落れず退却した。
黄武8年（229年）、夏口、武昌でともに黄龍、鳳凰が見られたと報告があり。群臣一同が孫権に帝位に即く事を進言し、孫権は皇帝に即位し、元号を黄龍と改めた。これに対して、蜀は呉との同盟関係を維持することに決め、帝位を認め、呉への二帝並尊を申し出てた。陳震を派遣し、武昌において孫権と会盟した。この結果、幽州・豫州・青州・徐州が呉に属し、兗州・冀州・并州・涼州が蜀に属しまた司州は函谷関で分割して、蜀が西側、呉が東側を支配し天下を分配することを誓約し合った。その後、建業に遷都した。

### 開拓

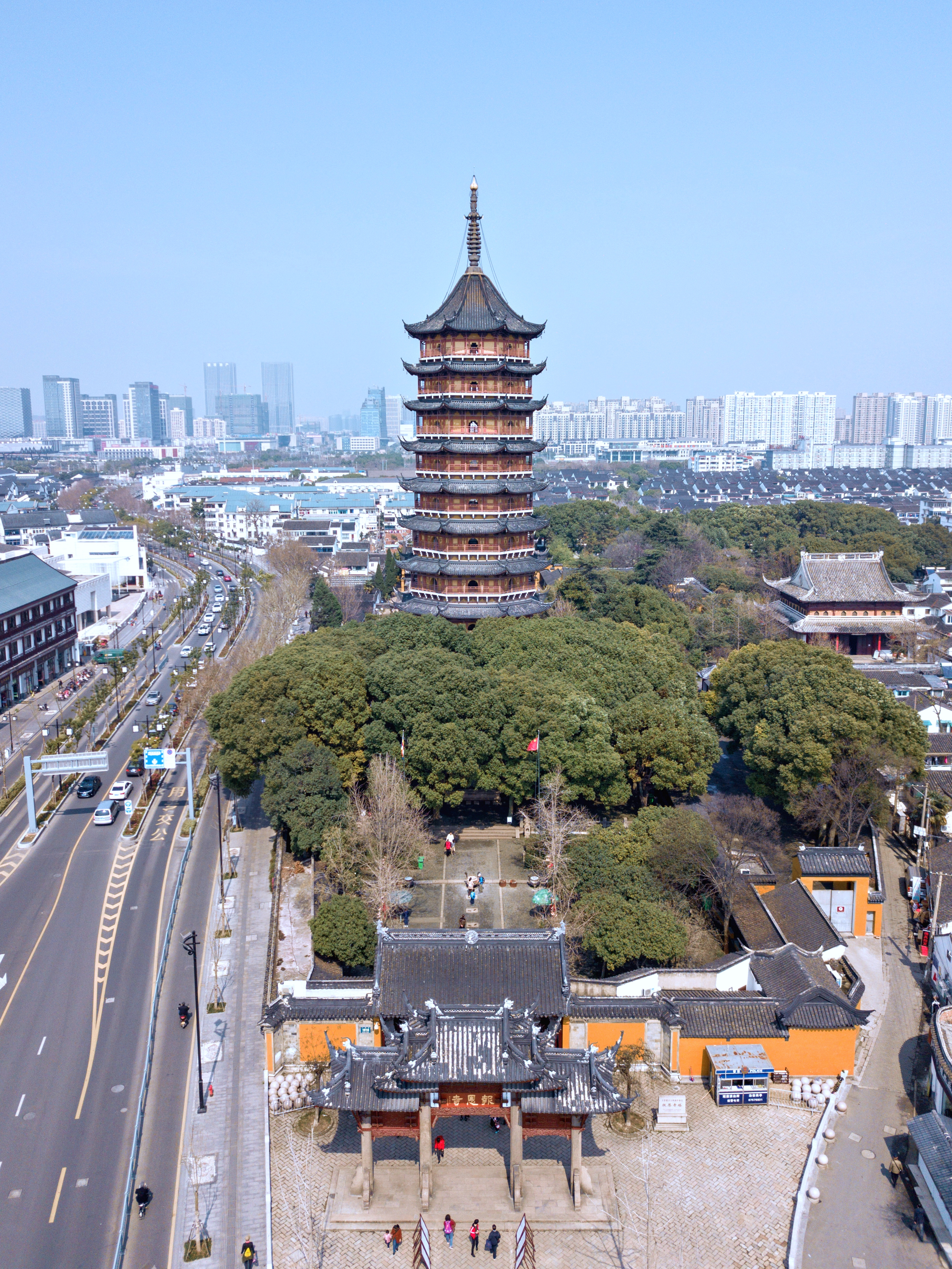
母養の恩がある呉夫人のために建られた報恩寺塔（近代に再建された）

黄龍2年（230年）、衛温・諸葛直に兵1万を与え、夷洲と亶洲の探索を行わせた。約1年後（231年）、諸葛直と衛温は帰国したが、亶洲へは遠すぎたため到達できず、兵の八割から九割を疫病で失っていた。成果は夷洲の現地民を数千人連れ帰っただけであった。同年、孫布に命じて魏への偽りの降伏を申し出て、魏の対呉司令官の王淩は孫布を迎えに行くために出兵し、潜伏していた孫権軍に大敗した。
嘉禾2年（233年）、公孫淵が呉に戦馬を供給していた。3月、孫権が公孫淵と共に魏を攻める予定だった。顧雍・陸遜・張昭ら重臣の諫止を聞かず、公孫淵の内通を信じて張弥・許晏・賀達らに九錫の礼物と策命書と兵1万を持たせ派遣した。しかし、魏を恐れる公孫淵は孫権が派遣した使者を斬り、恩賞を奪った上で魏に寝返ってしまった。激怒した孫権は自ら公孫淵征伐を行おうとしたが、陸遜・陸瑁・趙姫・薛綜らの諫止により思いとどまった。その後、公孫淵が再び魏から離反・独立した。
嘉禾3年（234年）、三方面攻略を期した孫権は諸葛亮と連絡して共に魏領を攻めるが、敵味側戦線は膠着状態に陥ることになった。魏の援軍が迫ったので、曹叡の親征軍が来ると聞くと撤退した。また、陸遜と諸葛瑾は襄陽を攻めたが、江夏郡の安陸・石陽を平定した。この年から3年間、諸葛恪・陳表・顧承らを派遣して山越を討伐し、降伏した山越の民を呉の戸籍に組み込み、兵士として6万人を徴兵した。
嘉禾4年（235年）、魏は孫権に、馬と真珠・翡翠などを交換したいと申し入れてくる。孫権は「真珠や翡翠は確かに貴重な珍品であるが、私には必要のないものだ。その代わりに馬が手に入るなら拒否する必要もない」と、交易を受け入れた。
嘉禾5年（236年）に五銖銭500枚、嘉禾7年（238年）に五銖銭1,000枚の価値を持つ貨幣を発行した。酷吏とされる呂壱を重用していたが、赤烏元年（238年）に悪事が露見して処刑した。
赤烏2年（239年）、公孫淵は魏に対して挙兵し、呉に援軍を求めた。呉の人々は皆その使者を斬ろうとしたが、ひとり羊衜だけは援軍を送り、遼東を救援するよう提案した。孫権はこれを聞き入れ、援軍として羊衜・孫怡・鄭冑を派遣した。公孫淵は魏に討たれたが、その後の処置は苛烈を極めるものであった。呉の援軍が魏の張持・高慮を破ると、遼東の人を連携として帰国した（遼隧の戦い）。
赤烏4年（241年）4月、全琮・諸葛恪・朱然・諸葛瑾・歩騭などに命じて四路から魏を攻め、5月、皇太子であった長男の孫登が33歳で病没すると、6月に全ての戦線で呉の軍勢は撤退した。しかし、六安・芍陂・樊城・柤中の破壊や労働力の掠奪やルート確保に成功するなど作戦目標に合致した戦果を挙げ、諸将に褒賞があった（芍陂の役）。
翌赤烏5年（242年）、三男の孫和を太子に立てた。しかし、当時寵愛していた四男の孫覇を孫和と同等の処遇としたため、立太子を期待する孫覇派と、廃太子を防ごうとする孫和派との対立を招いた。同年、孫権が聶友と校尉の陸凱に3万の兵を与えて珠崖・儋耳の地を討たせ、このとき珠崖郡が再び設置された。後に朱然に命じて魏の柤中へ侵攻した。呉軍を各地に分散させていたところを魏の蒲忠と胡質に襲撃されたが、朱然の果敢な戦略や800人の軍勢
前方の蒲忠が退却してしまったため、後方にいた胡質も退却した。一方、諸葛恪は軽兵のみで魏領を奇襲し、舒城を攻め落とし、長江北岸の住民を移住させた。
赤烏6年（243年）正月、諸葛恪は魏を攻めたが、六安で魏軍を大いに破り、謝順軍を破り謝順を斬り、魏軍の人々を捕虜にした。12月、司馬懿は呉を攻めるが、気象学者の助言で諸葛恪を柴桑に移らせ、孫権は自ら軍を率いてこれを迎撃した。結局、司馬懿は十余日で舒城を陥落させることができずに退却した。
赤烏7年（244年）、歩騭・朱然らは、蜀は魏と通じて呉を攻めようとしていると言上したが、孫権はこれを信ぜず、こう言った「人の言うことはあてにならぬ。私は諸君の為に家の存亡を賭けてこれを保証しよう」。果たして、蜀漢にそのような企ては無く、孫権の予想通りだった。
赤烏8年（245年）、魏からの降将である馬茂が謀反を起こす。馬茂は符節令の朱貞・無難督の虞欽・牙門将の朱志たちと共に孫権暗殺の計画を練るが、事前に事が見通して失敗に終わっている。
赤烏9年（246年）、朱然は上表して、前年に起きた魏からの投降者馬茂による孫権暗殺未遂事件の報復として、再び魏の柤中に侵攻し、曹爽討伐に出る。朱然の勇猛により曹爽が万余人以上を失い、大した被害を受けて退却した。朱然はこれを見逃さず魏軍を追撃し、歩兵と騎兵を6千率いた魏の李興を撃ち破り、数千人を斬り、1000人ほどを捕虜にした 。
赤烏10年（247年）、孫権は諸葛壱に命じ魏の諸葛誕を誘き寄せようと謀り、自身も軍を率いて出陣した。諸葛誕らはこれに乗らず撤退した。
赤烏11年（248年）、交州交阯郡・九真郡の夷賊らが呉に対して反乱を起こし、この報告を聞いた孫権は、陸胤らに命じて平定させた。陸胤が説得したことにより高涼郡の渠帥である黄呉ら三千家余りやさらに南の賊帥百余人ら五万家余りが降伏した。その後も周辺の郡の反乱を平定し、降伏者を兵士として軍に編入し強勢を誇ったという。
兄弟の不仲を聞いた孫権は息子と家臣たちとの往来を禁止し、学問に励むよう訓戒をした。孫権の忠告を2人が聞き入れなかったために、赤烏13年（250年）に両者の権力を廃止し、対立両派を排して孫亮を太子に立て、後継者の君主権強化を目指していた（二宮事件）。のちに孫権は、中央に孫和を帰らせる為に彼の名誉を回復しようと考えたが、孫和を憎悪していた長女の全公主弾劾により思いとどまっている。同年、文欽が偽の降伏を申し入れてきたが、朱異はこれを見破り、孫権に信用しないよう申し入れた。孫権は呂拠に命じ、大軍を率いて文欽の身柄を引き取りに行かせたが、文欽は現れなかった。
太元元年（251年）、長江が氾濫し城門まで水に浸かる被害が出て、孫権が視察した際、呂拠は大船をつなぎとめて被害が出るのを防ぐために尽力した。孫権はこれを喜び、呂拠を盪寇将軍とした。11月、風疾で重体になると、諸葛恪に政務の処理を一任した。諸法令への意見について、孫権はそのつど聴許した。百姓は大喜びした。魏の文欽は、六安にその本営を定めると、多くの砦を設け、これを交通の要所要所に配置して、呉からの逃亡者たちをそこにまねき寄せ、国境地域で略奪をはたらいた。朱異は、こうした情況を見ると、みずからその部下の二千人を率いて、文欽のとりで七つに急襲をかけて打ち破り、数百の敵兵の首を斬った。

### 没後

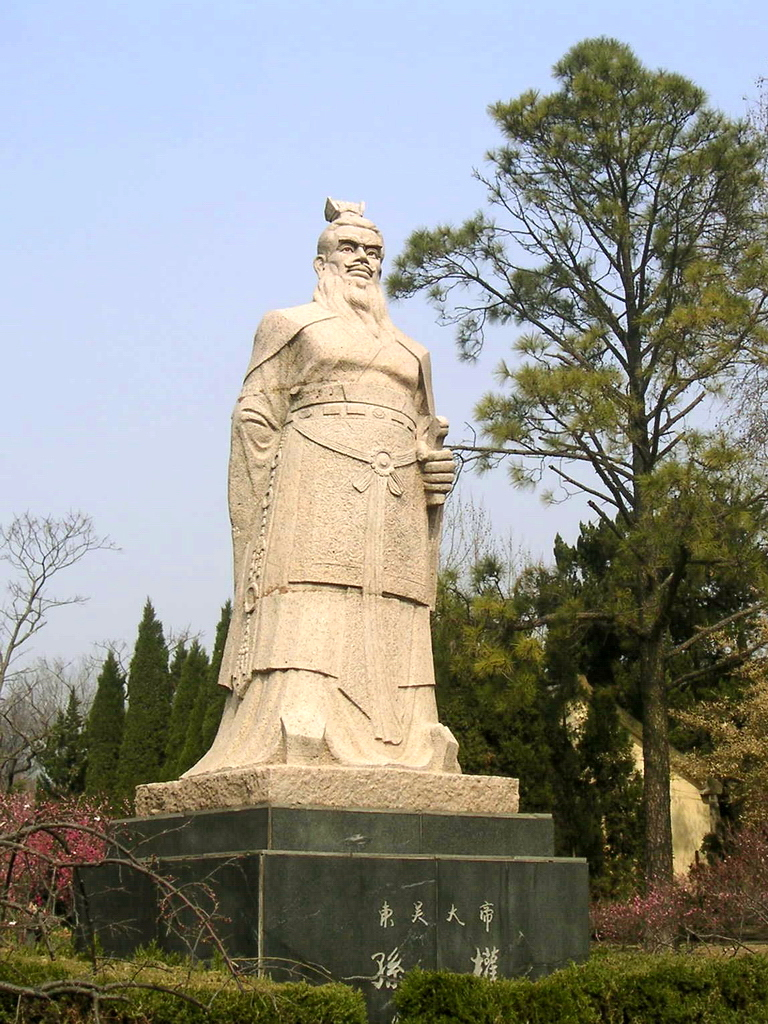
孫権の石像（南京市紫金山）

神鳳元年（252年）4月25日、危篤になると、諸葛恪・呂拠・孫弘・孫峻・滕胤らに後事を託した。
翌日、71歳で崩御した。「大皇帝」と諡された。
同年7月、蔣陵（現在の紫金山南麓。孫陵崗・梅花山とも呼ばれ、墓標や石像が残る）に葬られた。陵墓は、南京（建業）東の梅花山にある。

## 人物・逸話

### 人物像
- あごが張って、口が大きく、瞳にはキラキラとした光があった[注釈 36]。

- 青年期の頃、「形貌奇偉（背が高く逞しく立派なのであろう）」と記されており、劉琬・劉備から高貴な人相であるという評判があった[注釈 37]。また東晋大将の桓温は立派な姿貌を備え、孫権・司馬懿のような風貌をしている[37]。

- 年上の曹操や劉備と対し、若君の代表格として知られる。蘇軾、辛棄疾など宋の文豪は、賞賛の詩が残されている[注釈 38]。

- 小説『三国志演義』では、「碧眼紫髯　堂堂一表」と堂々とした風采の持ち主として描写されている[38]。「碧眼児」（水色瞳の童）と呼ばれる。

### 性格
- 度量が広く朗らかで、優しいだけでなく決断力があり、侠気を好み士を養った[5]。

- 聡明で深謀遠慮であり[39]、諸葛瑾から「冷静沈着な性格で的確に物事を判断でき見抜く眼力の持ち主」と評される[40]。曹丕と鍾繇は「嫵媚」[注釈 39]という形容を使い孫権の柔軟な物腰を評している[41]。

- 弁舌に優れ、言動がおどけていて、無茶苦茶な冗談を飛ばしてからかった[42][43]。

- 質素倹約に努め、即位後、建業に新たな宮殿を建てたりせず、今までの将軍府を使い続けていたが、やがて老朽化が進んだ。そこでやむなく、築28年ほどの武昌宮を解体して資材にして修繕した。また後宮の女性も、糸つむぎの仕事をする女官なども含めて百名に足らない程度しか置かなかった[44]。

### 文武両道
- 学問を好み、『詩経』『書経』『礼記』『国語』『左伝』『史記』『漢書』『東観漢記』を歴読したが、ただ『易経』だけは読まなかった[5]。また隷書・草書・行書が巧みで[45]、唐の張懐瓘の『書估』では、「奇材見抜　絶世難求」と評されている[注釈 40]。

- 張遼の言によると、武芸においては馬をよく操り、騎射が得意であったという[15]。建安23年（218年）、孫権は自ら乗馬して庱亭で虎を獲えた。六振りの宝剣と三振りの宝刀を所持していたという。剣はそれぞれ「白虹」「紫電」「辟邪」「流星」「青冥」「百里」と命名された。刀はそれぞれ「百錬」「青犢」「漏影」の名を付けられた[46]。武昌で銅鉄を採取し、千振りの剣、一万振りの刀を製作した。どちらも長さ三尺九寸である。刀は頭の部分が四角になっており、これらはみな南方の銅、越の炭によって作られたものである。小篆による「大呉」との銘がある[46]。

### 見地
- 張飛はかつて、劉巴のもとに泊まったことがあった。劉巴が彼と話もしないので、張飛はかんかんに腹を立てた。諸葛亮が劉巴に向かって、「文武を結束して、大業を定めようとしているので、少し我慢してください」というと、劉巴は、「大丈夫がこの世に生きていくからには、当然四海の英雄と交わるべきです。どうして兵隊野郎なんかと語り合う必要がありましょうか」といった。この話を聞いた張昭が孫権に対して、「主君である劉備が張飛を深く信用していることを劉巴が知らないわけがないのにそうした態度を取るのは臣下としては良くない」と非難した。それに対し孫権は「劉巴が劉備の機嫌をとるために張飛などと話すようでは名士とはいえないだろう（主君の顔色を見て対応を変える方が却って人物を疑われるものである）」として劉巴を弁護している[47]。

- 曹丕は魏王になると、賈詡を三公の一つである太尉に登用したが、孫権はこれを笑った[注釈 41][48]。

- 喪中の曹丕が呉に使者を派遣して雀頭香・大貝・明珠・象牙・犀角・玳瑁・孔雀・翡翠・闘鴨・長鳴鶏などの南方珍品を求めた。呉の群臣が孫権に「荊・揚二州の貢物の内容には決まりがあります。魏が求めた珍玩の物は礼ではないので、与えるべきではありません」と言った。孫権は「今は蜀と魏において事があり、江表の民衆は主である自分を頼りにしている。これは我が愛子ではないか。彼が求めたものは、我々にとっては瓦石に過ぎない。私がなぜ惜しむのだ。そもそも彼は喪中にいるのに、求めるものがこのようであった。どうして彼と礼を語れようか」と言って全てそろえて魏に送った。

- 費禕が来訪したとき、孫権は先んじて「使者が来ても伏したまま食事をして、起つなかれ」と群臣に命じた。費禕が来ると孫権は休食したが、群臣は起たなかったので、費禕はこれに「鳳凰が来れば麒麟(鳳凰と同格の神獣)は食べるのをやめるが、驢騾(ロバとラバ)は無知ゆえに食べ続けるものだ」[49]と啁った。呉と蜀の優劣について、諸葛恪・羊衜らが舌鋒鋭く費禕に論争を挑んだが、これを聞いた孫権は費禕を高く評価して「君は幾許もしない間に必ず蜀の中心人物になる」と言った。孫権の言う通りに費禕は昇進した。また費禕が使者として再度来訪したとき、席の間で孫権は費禕に「楊儀、魏延は牧童のごとき小人だ。一時的な状況によって聡明と功績が認められたが、諸葛亮がいないなら、必ず災いとなろう。そなたはぼやぼやしているものだから、それに対して手を打つ事を知らぬのだ」と告げた。費禕は驚いて返答することができなかった[50]。結果は孫権の予想通り、諸葛亮の死後、魏延と楊儀が相次いで失脚した。

- 異国に関心を持ち、遼東半島と東南アジア航路を開く。高句麗・扶南・林邑・堂明・天竺など多くの国と関係を結んだ。黄武5年（226年）、大秦の商人秦論と面会した[51]。

### 人間関係
明るい性格で人付き合いが上手い。歴代において最も人情味のある皇帝とされる。一方で度を越した冗談好きなことから「失君臣之礼」という非難がある。ユーモアから人間観察を趣味とする。張昭、張紘以外の人に対して一貫して字で呼んでいる。

#### 魏、蜀の人々との交際
- 劉備を妹婿とする。その上に京口で劉備と会ったことがあり、友好関係を築いたという[55]。その時に「一緒に滄海を観光する」と約束した[2]。しかし荊州の衝突で二人仲が悪くなった。夷陵の戦いの末に二人関係は修復に向かったと思われる。その後は帝位に就いた際に、諸葛亮に支配されている蜀は使者を派遣して祝ったことなどから、生涯良好な両国関係を保っている。

- 曹操から高い評価を受ける。特に「息子を持つなら孫権のような息子がいい」という話は有名[注釈 42]。そのほかに晩年の曹操は「一生のお願いは長江を渡り、孫将軍と一緒に姑蘇を観光して長洲で狩ります。それで十分です」と孫権の使者である徐詳に語った[56]。孫権も、次代の君主である曹丕より曹操を高く評価している[注釈 43]。

- 他国の君主だけでなく他国の臣下である諸葛亮・費禕・宗預・鄧芝と個人的な付き合いがある。厚く待遇しており、様々な逸話が残されている[注釈 44][注釈 45][注釈 46][注釈 47]。

#### 家臣との交際
- 母・呉夫人の意向により周瑜を兄として扱う。周瑜は諸将で一番、厚遇を受けた。周瑜だけを連れて母と政治の話をすることもある[57]。

- 元々敵である袁術、劉繇、陸康の一族を官員として抜擢され、親戚になる[注釈 48]。その中でも特に、陸康の從孫である陸遜と劉繇の長男である劉基を親しんで重んじ、陸遜は、御蓋を覆わせて殿門出入りを許し、かつての周瑜と並ぶ、「諸将で比肩できる者はいなかった」と称されるほどの厚遇を受けた[58]。そのほかに暑い季節、孫権は船上で酒宴を開いたが、雷雨に見舞われた。孫権は自分の上に御用の儀仗傘を差し掛けるとともに、劉基の頭上にも同じ傘を差し掛けるよう命令した。他の人々は傘の下に入ることはできなかったという。また劉基の待遇は全琮や張昭に匹敵したという[注釈 49][59]。

- 朱然とは少年時代から友人だった。机を並べて書物を学び、恩愛を結んだ。陸遜が亡くなると、朱然だけがかつての功臣の生き残りとなり、孫権はますます朱然を厚遇するようになった。孫権の朱然に対する心遣いは、かつての呂蒙や凌統に対するそれに次ぐほどであった[32]。

- 倹約家でありながら、他人に対してとても気前がいい。また呂範と賀斉は奢侈で、「二人は服飾は帝王を僭擬してる」という声があるが、気にしない[5]。

- 孫権は賀斉のために送別の儀式や宴会を行い、音楽が奏され剣舞が披露された。送別の宴が終わり、賀斉に馬車に乗るようにと言うと、賀斉は主君の前で馬車に乗るのは畏れ多いと辞退したので、孫権は従者に命じて賀斉を馬車に乗せ、威儀を整え行列を作って出発させた。孫権はその行列を望みやり、笑いながら「人たるもの、努力をせねばならぬ。立派な行いを積み忠勤を重ねなければ、こうした栄誉は得られぬのだ」と言い、馬車が遠く離れるまで見送ってからようやく帰途についた。

- 徐盛や朱然といった面々は寒門出身の周泰の指揮下に入っていたが、誰も周泰の指示に随おうとはしなかった。孫権は諸将を集めて濡須塢で宴を開き、その席上でいきなり周泰に服を脱がせ、孫権を守るために刻まれた傷の由来を一つ一つ語らせ、周泰はかつて戦闘があった場所を全て覚えており、孫権の問いに一つ一つ答えていった。孫権は周泰の腕を握って涙を流し、「今の私がここに在るは、お前のおかげだ」と言った。翌日、孫権は周泰に御用の儀仗傘を授けた。孫権が濡須を去る時は、周泰に兵馬を率いて道従（先導と後衛）を指揮させた。鼓角を鳴らし、鼓吹を為して軍営を出た。このことがあって、徐盛達は周泰の指揮下に入ることを納得するようになった[60]。

- 武昌で「長安」なる巨大戦艦の進水式を行った際、孫権も船に乗っていたのだが、羅州まで向かう途中で風が激しく吹き、長江が大いに荒れた。万一を危惧した側近達は船長に樊口に向かうように命じたが、大いにはしゃいでいた孫権はそのまま羅州まで向かえと命令を出した。見かねた側近の谷利が船長に刃を突きつけ「樊口へ向かえ！さもなくば斬る！」と脅したため、結局樊口に停泊した。孫権は谷利に「阿利よ、何故そのように水を怖がるのか」とぼやいたところ、谷利に「もし船が転覆し、御身を失えば国家の事業はどうなるとお思いか。故に私はあえて死を覚悟の上でお止め致しました次第にございます」と諭されている。それ以後孫権は谷利を大切にし、彼を名前で呼ばずに、いつも「谷」と呼ぶようになった[61]。

- 郎中の鄭泉に「卿は衆人の中で面と諫めることを好むが、礼と敬意を失することがある。逆鱗を畏れることがあるのか？」「臣は君が明であれば臣は直だと聞きます。今、朝廷は上下とも無諱の時に遭っております。まことに洪恩を恃んでおり、龍鱗などは畏れておりません」鄭泉に宴会に侍り、孫権は怖れさせようと連れ出させて有司に付し、治罪を促した。鄭泉はこのときしばしば顧みた。孫権は呼び還して笑って「卿は龍鱗を畏れぬと言ったが、どうして出される時に顧みたのだ？」「まことに恩寵が篤く、死の憂いが無いと知っていたのですが、出閤の際に威霊に感応して顧みずにはおられなかったのです」[62]。

- 遠い地に赴く朱桓を見送る際に、朱桓は酒杯を奉じつつ 「願わくば陛下の髭に触らせて頂ければ思い残すことはありません」と言った。孫権は机に寄りかかって席を進め、朱桓は御前に進んで孫権の髭を撫で 「臣はまことに虎の髭に触れました」と言ったので、孫権は大いに笑った。

#### 宗教家との交際
- 道教が好きだった。葛玄、姚光、介象などの道士と交流があることが多い[33]。介象に隠形の術を学び、姿を隠したまま殿門を出入りして見たところ、誰も孫権に気がつかなかったという[63]。

- 康僧会は呉都建業についてから、秦淮の南岸の小長干で茅屋を建てて、仏教を広めた。呉帝の孫権は彼を引見してこう尋ねて「仏陀は何の効き目があるか」と。康僧会は「如来は滅寂してから、最早千年余りがたったが、しかし、今遺骨の仏舎利はまだ霊験を現すことができます。そのため、阿育王はかつて8万4千基の仏塔を建てて、それによって仏教の前代からの気風が教化されました」と答えました。孫権はこのような効き目のあることがあるとは信じないで、そこで、「もし仏舎利を得ることができるならば、それために塔を建てましょう」と言った。それから康僧会と沙門たちを大内の中で立壇し、香を燃やして仏像に礼拝し、仏舎利がはっきりと現れることを切に願ったという。初めの7日間を過ぎて、次の7日間も過ぎても何も起きなかったが、21日目の夜の五更頃になると、供物台の上の銅瓶から律動的に音が出て、仏舎利はついに銅瓶の中に顕現し、きらめいていたのであった。そして翌日の朝、康僧会は仏舎利を孫権に献呈したという。孫権は銅瓶の中の仏舎利を取り出して銅盤の上に置くと、銅盤は直ちに壊れてしてしまった。孫権はこれを見て、しきりに驚嘆したという。康僧会は「この仏舎利は火焼と金剛杵が打つことに耐える」と言った。勇士にかなづちで打つように命じて、仏舎利は少しも損なわなかった。そこで孫権は仏陀の神通力に感服し、建業で建初寺を建築して、それによって仏陀を祀ったという[64]。

## 評価

### 同時代の評価
- 周瑜は「主君（孫権）は賢者に親しみ士人を尊重され、奇才を認め異能を取り上げておられます。先哲によって天命を承けて劉氏に代わる者は必ず東南に興り、最終的に帝業の基を築き上げられます」と評している。

- 呉への使者を務めた趙咨が魏の曹丕に尋ねられた際、「魯粛を抜擢したのはその聡。呂蒙を兵の中から見出したのはその明。于禁を殺さず釈放したのはその仁。荊州を得るとき武器を使わなかったのはその智。三州に拠り天下を窺うのはその雄。身を屈して陛下に仕えるのはその略でございます」と評している。

- 賈詡は「孫権は虚実を識り、陸遜が兵勢を見ており、険阻に拠って要衝を守り、江湖に舟を浮かべ、皆にわかに謀るのは困難です。用兵の常道は、先ず勝った後に戦い、敵を量って将を論じるもので、それゆえ事を挙げても遺策は無いのです。臣がひそかに群臣を料るに、劉備や孫権に対応できるものはおりません」と評している。

- 劉曄は「孫権は用兵に巧みであり、策謀変化を知って、雄才を備えている人物」と評している。

### 後世の評価

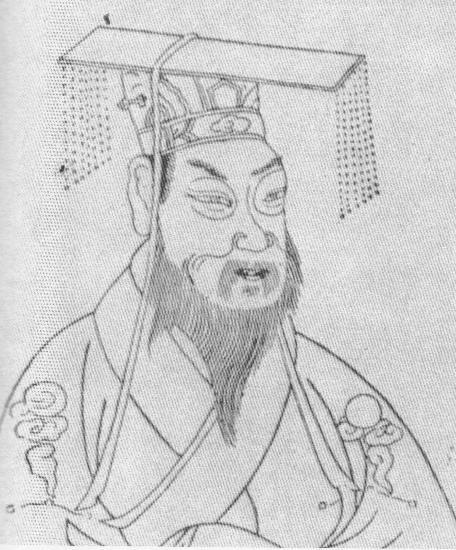
孫権

- 『三国志』撰者の陳寿は、「孫権は、身を低くし辱を忍び、才能ある者に仕事を任せ綿密に計略を練るなど、越王勾践と同様の非凡さを備えた、万人に優れ傑出した英雄であった。さればこそ江南の地を自らの物とし、三国鼎立をなす呉国の基礎を作り上げることができたのである」と功績を称えるも「その性格は疑り深く、容赦なく殺戮を行い、晩年に至ってそれが愈々募った」と評し、「その結果、讒言が正しい人々の行いを断ち切り、後継者（孫亮）も廃され殺されることになった。子孫達に平安の策を遺して、慎み深く子孫の安全を図った者とは言い難い。その後は代が衰微し遂には国が滅びることになるのだが、その遠因が彼の行いに無かったとは言い切れない」および、「遠くは斉の桓公を観、近くは孫権を察し、みんな優れた人物眼を持ち、傑出した人材を抜擢したが、嫡庶を分たず、家庭を錯乱させ、後嗣に禍を遺した」と評している。彼の後嗣問題に批判的な態度を示していた。

- 『三国志』の注を付けた裴松之は、陳寿が孫権の廃嫡問題が呉の滅亡の遠因になったと評した事について反論し、「孫権は罪ない息子を廃して、乱の兆をつくったとはいえ、国の滅亡は、もちろん暴虐な孫晧にその原因があったのである。もし孫権が孫和を廃さなかったなら、孫晧が正式の世継ぎとなって、結局は滅亡にいたったのであって、事態に何の違いがあったであろう。」と述べている。

- 『史通』の撰者の劉知幾では、魏や蜀に対しては常に遠慮がちであった陳寿の論賛は論点が定まらないと批判している。また、陳寿の評価に反して、孫権は楚荘王に相当すると評価されている。

- 『弁亡論』の著者の陸機（陸遜の孫）は、「曹氏（曹操）には中原を平定した功績があったが、その暴虐は甚だしく、その住民は怨んでいた。劉公（劉備）は険阻の地に拠って知恵を飾りはしたが、功績は少なく、その習俗も鄙びたものであった。呉の桓王（孫策）が武力でその基礎を固め、太祖（孫権）は徳を以て成し、聡明睿達にして、懿度深遠であった。賢者を求めるに果てしもなく、民を幼子のように哀れみ慈しみ、人に接するに優れた徳を盡し、仁者に親しむ際は心の底から愛を尽くした。呂蒙を軍隊より抜擢し、潘濬を捕虜の中に見出した。誠信なる人物を推挙し、人が自分を欺くことなど憂えず、才能を量って適所に用い、それらの権力が自分を冒すなども憂うことは無かった。馬に乗り鞭を取っても身をかがめて敬いつつしむことで、陸公（陸遜）の威厳を重くし、近衛兵まで悉く委ねることによって、周瑜の軍を救った。宮殿は質素にし、食事も粗末にして、功臣への恩賞を豊かにし、心を開き人の話によく耳を傾けて、国家の大計を唱える者の意見を容れた。それだから魯粛は一度会っただけで自らを託し、士燮は険を冒して臣下となることを望んだのである。張公（張昭）の徳を尊び、そうして狩の楽しみを減らし、諸葛瑾の言うことを尊んで、情欲の楽しみを割き、陸公の規（いましめ）に感じ入って刑罰に関する政治の煩しさを取り除き、劉基の議論を優れているとして「三爵之誓」を作り、身の置き所のないほど、おそれ慎んでいる子明（呂蒙）の病を見舞い、滋養のある物を分け与え、甘い物を減らして凌統の孤児を育て、天子の位に就き、意気上がり感激するにも、それを魯粛の功績に帰し、悪言など見向きもせずに子瑜（諸葛瑾）の忠節を信じた。」と記している。

- 華譚は「呉の武烈父子はみんな英傑の才能を持っており、大業を受け継いだ。今、陳敏の凶暴のため、桓王（孫策）や大皇（孫権）など賢人の足跡を追い越したいです。そのことは許されない」と言ったことから、西晋末年の呉の士人たちの間には孫権の治世を懐かしむ声が高まっていたことが窺える[65]。

- 『異同雑語』の著者の孫盛は、「孫権が士を養うさまを見ると、心を傾けて思いを尽くすことで、その死力を求めたのである」と評した。

## 家系図
| 孫鍾？ | 孫鍾？ | 孫鍾？ | 孫鍾？ | 孫鍾？ | 孫鍾？ |  |  | 孫羌 | 孫羌 | 孫羌 | 孫羌 | 孫羌 | 孫羌 |  |  | 孫賁        | 孫賁        | 孫賁        | 孫賁        | 孫賁        | 孫賁        |  |  | 孫鄰         | 孫鄰         | 孫鄰         | 孫鄰         | 孫鄰         | 孫鄰         |  |  | 孫震        | 孫震        | 孫震        | 孫震        | 孫震        | 孫震        |  |  |  |  |
| 孫鍾？ | 孫鍾？ | 孫鍾？ | 孫鍾？ | 孫鍾？ | 孫鍾？ |  |  | 孫羌 | 孫羌 | 孫羌 | 孫羌 | 孫羌 | 孫羌 |  |  | 孫賁        | 孫賁        | 孫賁        | 孫賁        | 孫賁        | 孫賁        |  |  | 孫鄰         | 孫鄰         | 孫鄰         | 孫鄰         | 孫鄰         | 孫鄰         |  |  | 孫震        | 孫震        | 孫震        | 孫震        | 孫震        | 孫震        |  |  |  |  |
|        |        |        |        |        |        |  |  |      |      |      |      |      |      |  |  |             |             |             |             |             |             |  |  |              |              |              |              |              |              |  |  |             |             |             |             |             |             |  |  |  |  |
|        |        |        |        |        |        |  |  |      |      |      |      |      |      |  |  | 孫輔        | 孫輔        | 孫輔        | 孫輔        | 孫輔        | 孫輔        |  |  |              |              |              |              |              |              |  |  | 孫歆        | 孫歆        | 孫歆        | 孫歆        | 孫歆        | 孫歆        |  |  |  |  |
|        |        |        |        |        |        |  |  |      |      |      |      |      |      |  |  | 孫輔        | 孫輔        | 孫輔        | 孫輔        | 孫輔        | 孫輔        |  |  |              |              |              |              |              |              |  |  | 孫歆        | 孫歆        | 孫歆        | 孫歆        | 孫歆        | 孫歆        |  |  |  |  |
|        |        |        |        |        |        |  |  |      |      |      |      |      |      |  |  |             |             |             |             |             |             |  |  |              |              |              |              |              |              |  |  |             |             |             |             |             |             |  |  |  |  |
|        |        |        |        |        |        |  |  | 孫堅 | 孫堅 | 孫堅 | 孫堅 | 孫堅 | 孫堅 |  |  | 孫策        | 孫策        | 孫策        | 孫策        | 孫策        | 孫策        |  |  | 孫紹         | 孫紹         | 孫紹         | 孫紹         | 孫紹         | 孫紹         |  |  | 孫奉        | 孫奉        | 孫奉        | 孫奉        | 孫奉        | 孫奉        |  |  |  |  |
|        |        |        |        |        |        |  |  | 孫堅 | 孫堅 | 孫堅 | 孫堅 | 孫堅 | 孫堅 |  |  | 孫策        | 孫策        | 孫策        | 孫策        | 孫策        | 孫策        |  |  | 孫紹         | 孫紹         | 孫紹         | 孫紹         | 孫紹         | 孫紹         |  |  | 孫奉        | 孫奉        | 孫奉        | 孫奉        | 孫奉        | 孫奉        |  |  |  |  |
|        |        |        |        |        |        |  |  |      |      |      |      |      |      |  |  |             |             |             |             |             |             |  |  |              |              |              |              |              |              |  |  |             |             |             |             |             |             |  |  |  |  |
|        |        |        |        |        |        |  |  |      |      |      |      |      |      |  |  | (1)大帝孫権 | (1)大帝孫権 | (1)大帝孫権 | (1)大帝孫権 | (1)大帝孫権 | (1)大帝孫権 |  |  | 宣太子孫登   | 宣太子孫登   | 宣太子孫登   | 宣太子孫登   | 宣太子孫登   | 宣太子孫登   |  |  | 孫英        | 孫英        | 孫英        | 孫英        | 孫英        | 孫英        |  |  |  |  |
|        |        |        |        |        |        |  |  |      |      |      |      |      |      |  |  | (1)大帝孫権 | (1)大帝孫権 | (1)大帝孫権 | (1)大帝孫権 | (1)大帝孫権 | (1)大帝孫権 |  |  | 宣太子孫登   | 宣太子孫登   | 宣太子孫登   | 宣太子孫登   | 宣太子孫登   | 宣太子孫登   |  |  | 孫英        | 孫英        | 孫英        | 孫英        | 孫英        | 孫英        |  |  |  |  |
|        |        |        |        |        |        |  |  |      |      |      |      |      |      |  |  |             |             |             |             |             |             |  |  |              |              |              |              |              |              |  |  |             |             |             |             |             |             |  |  |  |  |
|        |        |        |        |        |        |  |  |      |      |      |      |      |      |  |  |             |             |             |             |             |             |  |  | 孫慮         | 孫慮         | 孫慮         | 孫慮         | 孫慮         | 孫慮         |  |  | (4)末帝孫晧 | (4)末帝孫晧 | (4)末帝孫晧 | (4)末帝孫晧 | (4)末帝孫晧 | (4)末帝孫晧 |  |  |  |  |
|        |        |        |        |        |        |  |  |      |      |      |      |      |      |  |  |             |             |             |             |             |             |  |  | 孫慮         | 孫慮         | 孫慮         | 孫慮         | 孫慮         | 孫慮         |  |  | (4)末帝孫晧 | (4)末帝孫晧 | (4)末帝孫晧 | (4)末帝孫晧 | (4)末帝孫晧 | (4)末帝孫晧 |  |  |  |  |
|        |        |        |        |        |        |  |  |      |      |      |      |      |      |  |  |             |             |             |             |             |             |  |  |              |              |              |              |              |              |  |  |             |             |             |             |             |             |  |  |  |  |
|        |        |        |        |        |        |  |  |      |      |      |      |      |      |  |  |             |             |             |             |             |             |  |  | (追)文帝孫和 | (追)文帝孫和 | (追)文帝孫和 | (追)文帝孫和 | (追)文帝孫和 | (追)文帝孫和 |  |  | 孫謙        | 孫謙        | 孫謙        | 孫謙        | 孫謙        | 孫謙        |  |  |  |  |
|        |        |        |        |        |        |  |  |      |      |      |      |      |      |  |  |             |             |             |             |             |             |  |  | (追)文帝孫和 | (追)文帝孫和 | (追)文帝孫和 | (追)文帝孫和 | (追)文帝孫和 | (追)文帝孫和 |  |  | 孫謙        | 孫謙        | 孫謙        | 孫謙        | 孫謙        | 孫謙        |  |  |  |  |
|        |        |        |        |        |        |  |  |      |      |      |      |      |      |  |  |             |             |             |             |             |             |  |  |              |              |              |              |              |              |  |  |             |             |             |             |             |             |  |  |  |  |
|        |        |        |        |        |        |  |  |      |      |      |      |      |      |  |  |             |             |             |             |             |             |  |  |              |              |              |              |              |              |  |  | 孫俊        |             |             |             |             |             |  |  |  |  |
|        |        |        |        |        |        |  |  |      |      |      |      |      |      |  |  |             |             |             |             |             |             |  |  |              |              |              |              |              |              |  |  |             |             |             |             |             |             |  |  |  |  |
|        |        |        |        |        |        |  |  |      |      |      |      |      |      |  |  |             |             |             |             |             |             |  |  |              |              |              |              |              |              |  |  |             |             |             |             |             |             |  |  |  |  |
|        |        |        |        |        |        |  |  |      |      |      |      |      |      |  |  |             |             |             |             |             |             |  |  | 魯王孫覇     |              |              |              |              |              |  |  |             |             |             |             |             |             |  |  |  |  |
|        |        |        |        |        |        |  |  |      |      |      |      |      |      |  |  |             |             |             |             |             |             |  |  |              |              |              |              |              |              |  |  |             |             |             |             |             |             |  |  |  |  |
|        |        |        |        |        |        |  |  |      |      |      |      |      |      |  |  |             |             |             |             |             |             |  |  |              |              |              |              |              |              |  |  |             |             |             |             |             |             |  |  |  |  |
|        |        |        |        |        |        |  |  |      |      |      |      |      |      |  |  |             |             |             |             |             |             |  |  | 斉王孫奮     | 斉王孫奮     | 斉王孫奮     | 斉王孫奮     | 斉王孫奮     | 斉王孫奮     |  |  | 豫章王孫𩅦  | 豫章王孫𩅦  | 豫章王孫𩅦  | 豫章王孫𩅦  | 豫章王孫𩅦  | 豫章王孫𩅦  |  |  |  |  |
|        |        |        |        |        |        |  |  |      |      |      |      |      |      |  |  |             |             |             |             |             |             |  |  | 斉王孫奮     | 斉王孫奮     | 斉王孫奮     | 斉王孫奮     | 斉王孫奮     | 斉王孫奮     |  |  | 豫章王孫𩅦  | 豫章王孫𩅦  | 豫章王孫𩅦  | 豫章王孫𩅦  | 豫章王孫𩅦  | 豫章王孫𩅦  |  |  |  |  |
|        |        |        |        |        |        |  |  |      |      |      |      |      |      |  |  |             |             |             |             |             |             |  |  |              |              |              |              |              |              |  |  |             |             |             |             |             |             |  |  |  |  |
|        |        |        |        |        |        |  |  |      |      |      |      |      |      |  |  |             |             |             |             |             |             |  |  | (3)景帝孫休  | (3)景帝孫休  | (3)景帝孫休  | (3)景帝孫休  | (3)景帝孫休  | (3)景帝孫休  |  |  | 汝南王孫𩃙  | 汝南王孫𩃙  | 汝南王孫𩃙  | 汝南王孫𩃙  | 汝南王孫𩃙  | 汝南王孫𩃙  |  |  |  |  |
|        |        |        |        |        |        |  |  |      |      |      |      |      |      |  |  |             |             |             |             |             |             |  |  | (3)景帝孫休  | (3)景帝孫休  | (3)景帝孫休  | (3)景帝孫休  | (3)景帝孫休  | (3)景帝孫休  |  |  | 汝南王孫𩃙  | 汝南王孫𩃙  | 汝南王孫𩃙  | 汝南王孫𩃙  | 汝南王孫𩃙  | 汝南王孫𩃙  |  |  |  |  |
|        |        |        |        |        |        |  |  |      |      |      |      |      |      |  |  |             |             |             |             |             |             |  |  |              |              |              |              |              |              |  |  |             |             |             |             |             |             |  |  |  |  |
|        |        |        |        |        |        |  |  |      |      |      |      |      |      |  |  |             |             |             |             |             |             |  |  | (2)廃帝孫亮  | (2)廃帝孫亮  | (2)廃帝孫亮  | (2)廃帝孫亮  | (2)廃帝孫亮  | (2)廃帝孫亮  |  |  | 梁王孫壾    | 梁王孫壾    | 梁王孫壾    | 梁王孫壾    | 梁王孫壾    | 梁王孫壾    |  |  |  |  |
|        |        |        |        |        |        |  |  |      |      |      |      |      |      |  |  |             |             |             |             |             |             |  |  | (2)廃帝孫亮  | (2)廃帝孫亮  | (2)廃帝孫亮  | (2)廃帝孫亮  | (2)廃帝孫亮  | (2)廃帝孫亮  |  |  | 梁王孫壾    | 梁王孫壾    | 梁王孫壾    | 梁王孫壾    | 梁王孫壾    | 梁王孫壾    |  |  |  |  |
|        |        |        |        |        |        |  |  |      |      |      |      |      |      |  |  |             |             |             |             |             |             |  |  |              |              |              |              |              |              |  |  |             |             |             |             |             |             |  |  |  |  |
|        |        |        |        |        |        |  |  |      |      |      |      |      |      |  |  | 孫翊        | 孫翊        | 孫翊        | 孫翊        | 孫翊        | 孫翊        |  |  | 孫松         | 孫松         | 孫松         | 孫松         | 孫松         | 孫松         |  |  | 陳王孫𠅨    | 陳王孫𠅨    | 陳王孫𠅨    | 陳王孫𠅨    | 陳王孫𠅨    | 陳王孫𠅨    |  |  |  |  |
|        |        |        |        |        |        |  |  |      |      |      |      |      |      |  |  | 孫翊        | 孫翊        | 孫翊        | 孫翊        | 孫翊        | 孫翊        |  |  | 孫松         | 孫松         | 孫松         | 孫松         | 孫松         | 孫松         |  |  | 陳王孫𠅨    | 陳王孫𠅨    | 陳王孫𠅨    | 陳王孫𠅨    | 陳王孫𠅨    | 陳王孫𠅨    |  |  |  |  |
|        |        |        |        |        |        |  |  |      |      |      |      |      |      |  |  |             |             |             |             |             |             |  |  |              |              |              |              |              |              |  |  |             |             |             |             |             |             |  |  |  |  |
|        |        |        |        |        |        |  |  |      |      |      |      |      |      |  |  | 孫匡        | 孫匡        | 孫匡        | 孫匡        | 孫匡        | 孫匡        |  |  | 孫泰         | 孫泰         | 孫泰         | 孫泰         | 孫泰         | 孫泰         |  |  | 孫秀        | 孫秀        | 孫秀        | 孫秀        | 孫秀        | 孫秀        |  |  |  |  |
|        |        |        |        |        |        |  |  |      |      |      |      |      |      |  |  | 孫匡        | 孫匡        | 孫匡        | 孫匡        | 孫匡        | 孫匡        |  |  | 孫泰         | 孫泰         | 孫泰         | 孫泰         | 孫泰         | 孫泰         |  |  | 孫秀        | 孫秀        | 孫秀        | 孫秀        | 孫秀        | 孫秀        |  |  |  |  |
|        |        |        |        |        |        |  |  |      |      |      |      |      |      |  |  |             |             |             |             |             |             |  |  |              |              |              |              |              |              |  |  |             |             |             |             |             |             |  |  |  |  |
|        |        |        |        |        |        |  |  |      |      |      |      |      |      |  |  | 孫朗        |             |             |             |             |             |  |  |              |              |              |              |              |              |  |  |             |             |             |             |             |             |  |  |  |  |
|        |        |        |        |        |        |  |  |      |      |      |      |      |      |  |  |             |             |             |             |             |             |  |  |              |              |              |              |              |              |  |  |             |             |             |             |             |             |  |  |  |  |
|        |        |        |        |        |        |  |  |      |      |      |      |      |      |  |  |             |             |             |             |             |             |  |  |              |              |              |              |              |              |  |  |             |             |             |             |             |             |  |  |  |  |
|        |        |        |        |        |        |  |  | 孫静 | 孫静 | 孫静 | 孫静 | 孫静 | 孫静 |  |  | 孫暠        | 孫暠        | 孫暠        | 孫暠        | 孫暠        | 孫暠        |  |  | 孫綽         | 孫綽         | 孫綽         | 孫綽         | 孫綽         | 孫綽         |  |  | 孫綝        | 孫綝        | 孫綝        | 孫綝        | 孫綝        | 孫綝        |  |  |  |  |
|        |        |        |        |        |        |  |  | 孫静 | 孫静 | 孫静 | 孫静 | 孫静 | 孫静 |  |  | 孫暠        | 孫暠        | 孫暠        | 孫暠        | 孫暠        | 孫暠        |  |  | 孫綽         | 孫綽         | 孫綽         | 孫綽         | 孫綽         | 孫綽         |  |  | 孫綝        | 孫綝        | 孫綝        | 孫綝        | 孫綝        | 孫綝        |  |  |  |  |
|        |        |        |        |        |        |  |  |      |      |      |      |      |      |  |  |             |             |             |             |             |             |  |  |              |              |              |              |              |              |  |  |             |             |             |             |             |             |  |  |  |  |
|        |        |        |        |        |        |  |  |      |      |      |      |      |      |  |  |             |             |             |             |             |             |  |  | 孫超         |              |              |              |              |              |  |  |             |             |             |             |             |             |  |  |  |  |
|        |        |        |        |        |        |  |  |      |      |      |      |      |      |  |  |             |             |             |             |             |             |  |  |              |              |              |              |              |              |  |  |             |             |             |             |             |             |  |  |  |  |
|        |        |        |        |        |        |  |  |      |      |      |      |      |      |  |  |             |             |             |             |             |             |  |  |              |              |              |              |              |              |  |  |             |             |             |             |             |             |  |  |  |  |
|        |        |        |        |        |        |  |  |      |      |      |      |      |      |  |  |             |             |             |             |             |             |  |  | 孫恭         | 孫恭         | 孫恭         | 孫恭         | 孫恭         | 孫恭         |  |  | 孫峻        | 孫峻        | 孫峻        | 孫峻        | 孫峻        | 孫峻        |  |  |  |  |
|        |        |        |        |        |        |  |  |      |      |      |      |      |      |  |  |             |             |             |             |             |             |  |  | 孫恭         | 孫恭         | 孫恭         | 孫恭         | 孫恭         | 孫恭         |  |  | 孫峻        | 孫峻        | 孫峻        | 孫峻        | 孫峻        | 孫峻        |  |  |  |  |
|        |        |        |        |        |        |  |  |      |      |      |      |      |      |  |  |             |             |             |             |             |             |  |  |              |              |              |              |              |              |  |  |             |             |             |             |             |             |  |  |  |  |
|        |        |        |        |        |        |  |  |      |      |      |      |      |      |  |  | 孫瑜        | 孫瑜        | 孫瑜        | 孫瑜        | 孫瑜        | 孫瑜        |  |  | 孫弥ほか     | 孫弥ほか     | 孫弥ほか     | 孫弥ほか     | 孫弥ほか     | 孫弥ほか     |  |  |             |             |             |             |             |             |  |  |  |  |
|        |        |        |        |        |        |  |  |      |      |      |      |      |      |  |  | 孫瑜        | 孫瑜        | 孫瑜        | 孫瑜        | 孫瑜        | 孫瑜        |  |  | 孫弥ほか     | 孫弥ほか     | 孫弥ほか     | 孫弥ほか     | 孫弥ほか     | 孫弥ほか     |  |  |             |             |             |             |             |             |  |  |  |  |
|        |        |        |        |        |        |  |  |      |      |      |      |      |      |  |  |             |             |             |             |             |             |  |  |              |              |              |              |              |              |  |  |             |             |             |             |             |             |  |  |  |  |
|        |        |        |        |        |        |  |  |      |      |      |      |      |      |  |  | 孫皎        | 孫皎        | 孫皎        | 孫皎        | 孫皎        | 孫皎        |  |  | 孫儀ほか     | 孫儀ほか     | 孫儀ほか     | 孫儀ほか     | 孫儀ほか     | 孫儀ほか     |  |  |             |             |             |             |             |             |  |  |  |  |
|        |        |        |        |        |        |  |  |      |      |      |      |      |      |  |  | 孫皎        | 孫皎        | 孫皎        | 孫皎        | 孫皎        | 孫皎        |  |  | 孫儀ほか     | 孫儀ほか     | 孫儀ほか     | 孫儀ほか     | 孫儀ほか     | 孫儀ほか     |  |  |             |             |             |             |             |             |  |  |  |  |
|        |        |        |        |        |        |  |  |      |      |      |      |      |      |  |  |             |             |             |             |             |             |  |  |              |              |              |              |              |              |  |  |             |             |             |             |             |             |  |  |  |  |
|        |        |        |        |        |        |  |  |      |      |      |      |      |      |  |  | 孫奐        | 孫奐        | 孫奐        | 孫奐        | 孫奐        | 孫奐        |  |  | 孫壱ほか     | 孫壱ほか     | 孫壱ほか     | 孫壱ほか     | 孫壱ほか     | 孫壱ほか     |  |  |             |             |             |             |             |             |  |  |  |  |
|        |        |        |        |        |        |  |  |      |      |      |      |      |      |  |  | 孫奐        | 孫奐        | 孫奐        | 孫奐        | 孫奐        | 孫奐        |  |  | 孫壱ほか     | 孫壱ほか     | 孫壱ほか     | 孫壱ほか     | 孫壱ほか     | 孫壱ほか     |  |  |             |             |             |             |             |             |  |  |  |  |
|        |        |        |        |        |        |  |  |      |      |      |      |      |      |  |  |             |             |             |             |             |             |  |  |              |              |              |              |              |              |  |  |             |             |             |             |             |             |  |  |  |  |
|        |        |        |        |        |        |  |  |      |      |      |      |      |      |  |  | 孫謙        |             |             |             |             |             |  |  |              |              |              |              |              |              |  |  |             |             |             |             |             |             |  |  |  |  |
|        |        |        |        |        |        |  |  |      |      |      |      |      |      |  |  |             |             |             |             |             |             |  |  |              |              |              |              |              |              |  |  |             |             |             |             |             |             |  |  |  |  |

## 続柄

### 父母
父
- 孫堅

母
- 呉夫人

### 兄弟姉妹
- 孫策
- 姉（弘咨妻）
- 姉（陳某妻、娘が潘濬の次子の潘祕に嫁ぐ）
- 孫翊
- 孫匡
- 孫朗
- 孫夫人

### 宗室
- 正室：謝妃 - 謝煚女
- 継室：徐妃 - 徐琨女、元陸尚妻
- 皇后：潘淑
  - 七男：廃帝 孫亮（子明） - 第2代皇帝
- 側室：夫人 歩練師（贈皇后）
  - 長女：全公主 孫魯班（大虎）
  - 三女：朱公主 孫魯育（小虎）
- 側室：南陽王夫人（贈敬懐皇后）
  - 六男：景帝 孫休（子烈） - 第3代皇帝
- 側室：琅邪王夫人（贈大懿皇后）- 王盧九女
  - 三男：南陽王 孫和（子孝）- 第4代皇帝末帝の父
- 側室：袁夫人 - 袁術女
- 側室：趙夫人 - 趙達妹
- 側室：謝姫
  - 四男：魯王 孫覇（子威）
- 側室：仲姫
  - 五男：斉王 孫奮（子揚）
- 生母不詳の子女
  - 長男：宣太子 孫登（子高）
  - 次男：建昌侯 孫慮（子智）
  - 次女：劉纂夫人
  - 女子：滕胤夫人[注釈 50]。
- 養子
  - 凌烈 - 凌統の長男
  - 凌封 - 凌烈の弟